# Почек, Игор
Игор Почек (черног. Игор Почек / Igor Poček; род. 23 декабря 1994, Никшич, Черногория, СРЮ) — черногорский футболист, нападающий клуба «Сутьеска».

## Карьера
Игор начал свою карьеру в футбольном клубе «Сутьеска», в возрасте 16 лет был на просмотре в мадридском «Атлетико». Сначала он играл в составе до 17 лет и принял участие в юношеском чемпионате Черногории 2009/10. В нём молодой футболист забил 29 голов. В следующем сезоне - 2010/11 Игор сыграл в юношеской лиге 1 матч и забил один гол.
На следующий год Почек был переведён в молодёжный состав «Сутьески». В сезоне 2011/12 сыграл в молодёжном первенстве 28 матчей и забил 28 мячей.
28 апреля 2012 года «Сутьеска» играла в гостях с «Беране», и тогда Игор дебютировал в её основном составе. Почек вышел на поле на 62-й минуте, заменив Дарко Караджича. Однако ничем помочь своей команде не смог: Сутьеска уступила со счётом 0:2.
Сыграл 1 матч за сборную Черногории до 16 лет.
В сборной до 17 лет Игор сыграл в 2010 году два матча и забил один гол.

## Достижения
- Чемпион Черногории (2): 2013, 2014